# David van Stolk

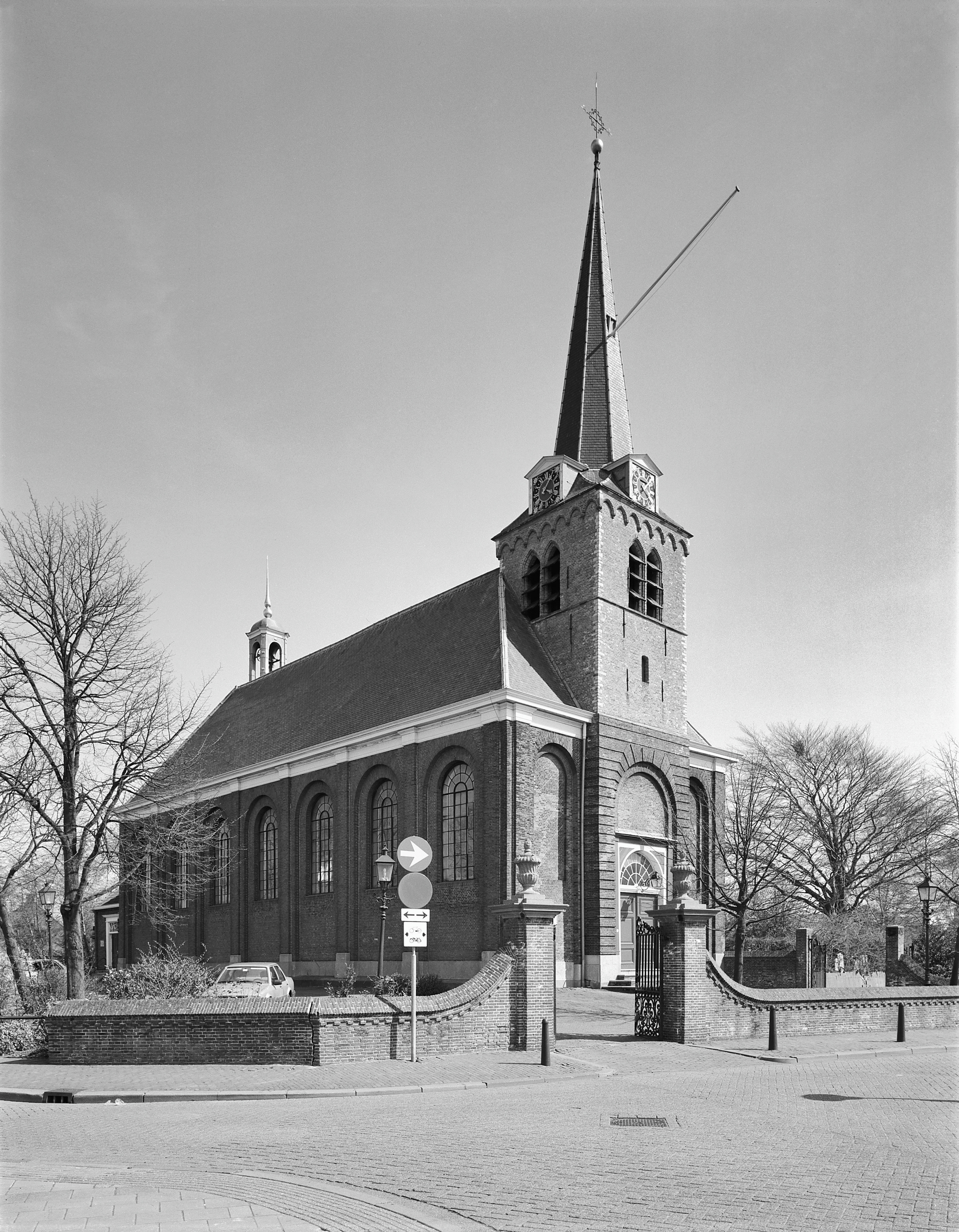
De Hervormde Kerk in Berkel vanuit het noordwesten

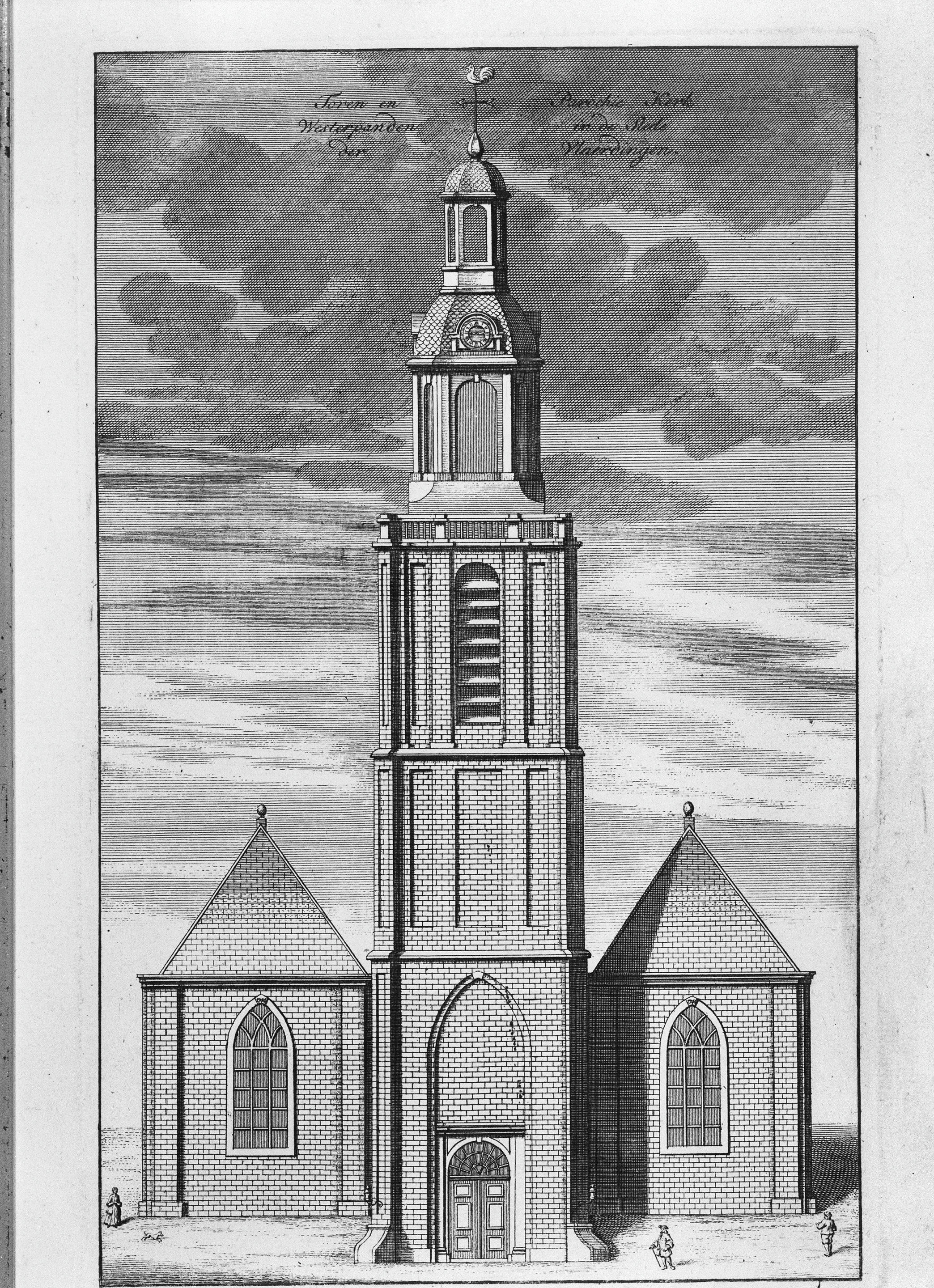
Grote Kerk in Vlaardingen, met nieuwe toren van David van Stolk. Prent uit de bouwtijd

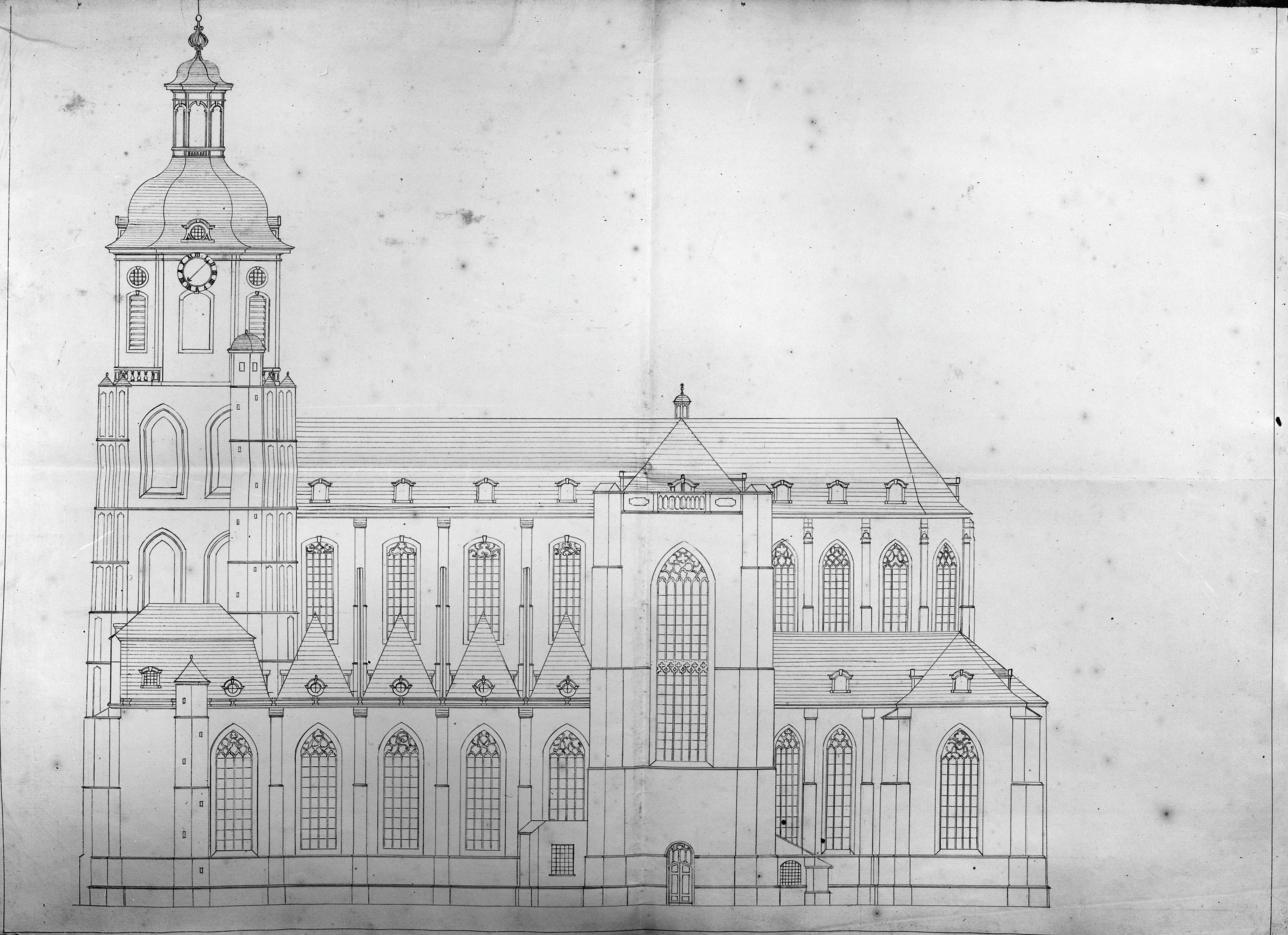
Onuitgevoerd gebleven herbouwontwerp van David van Stolk voor de St.Gertrudiskerk in Bergen op Zoom

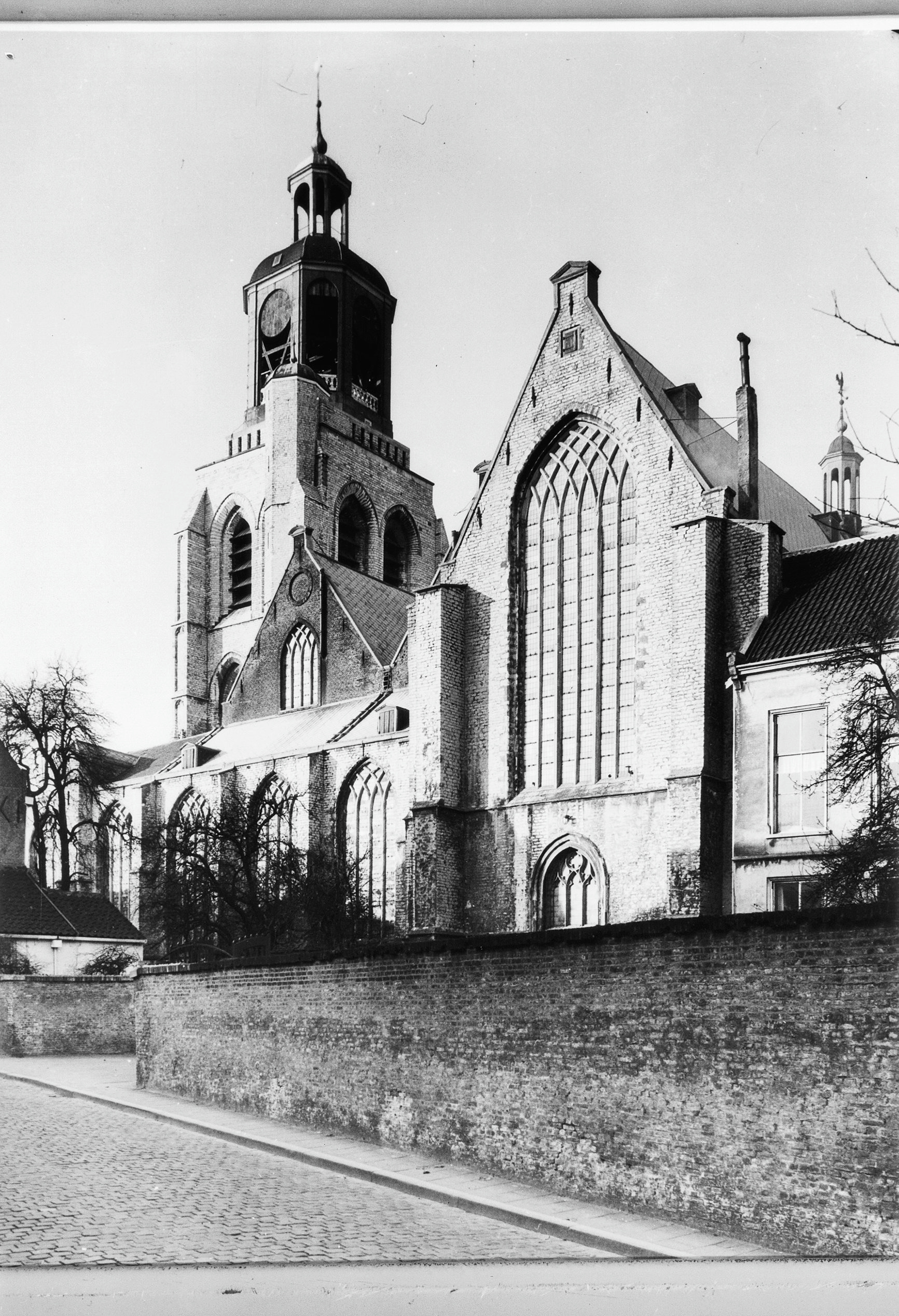
St.Gertrudiskerk in Bergen op Zoom als na 1747 herbouwd

David van Stolk (Rotterdam, gedoopt 24 augustus 1692 - Rotterdam, 27 januari 1770) was een Nederlandse bouwmeester. Hij was een telg uit het Rotterdamse timmermans-geslacht Van Stolk. Zelf werd hij echter als metselaar, makelaar en als eerste houthandelaar in de familie actief; veel van zijn nazaten zouden generaties lang vooral als houthandelaar werkzaam zijn.

## Loopbaan in Rotterdam
David van Stolk was het achtste kind van de Rotterdamse meestertimmerman Jan Adriaensz. van Stolck (1650-1709) en Maria Jacobsdr. de Swart. Op 17 november 1720 trouwde hij met Johanna 't Hoen (?-1734). Hun tweede zoon Jan van Stolk (1731-1810) werd eveneens houthandelaar en bouwkundige, en een van de oprichters van de bekende Rotterdamse Houthandel Van Stolk. Van 1723 tot 1745 was David hoofdman van het Rotterdamse metselaarsgilde.
In 1716 wordt Van Stolk voor het eerst genoemd, vanwege metselaarswerk aan de nieuwe Leuvebrug in Rotterdam, kort nadat hij zijn meesterproef had afgelegd. Aanvankelijk was hij vooral in deze stad bij de bouw van woonhuizen voor particuliere opdrachtgevers betrokken; enkele ontwerpen zijn bewaard gebleven. Rond 1745 bouwde hij de panden Boompjes 44-41 in Rotterdam.

## Kerkbouw
Speciaal actief was Van Stolk op het terrein van de kerkbouw; voor minstens vijf kerken heeft hij ontwerpen gemaakt, steeds in de vorm van een centraalbouw, waarbij hij zich sterk door 17de-eeuwse voorbeelden liet inspireren. Als eerste bouwde hij in 1732 in het nabij Rotterdam gelegen dorp Berkel bij de gehandhaafde laatgotische toren een nieuwe Hervormde Kerk.
In 1737 maakte Van Stolk een onuitgevoerd ontwerp voor de Prinsenkerk op de Nieuwmarkt in Rotterdam, dat met zijn driezijdig gesloten kruisarmen en middentorentje sterk leek op de Nieuwe Kerk in Den Haag (1649-1656) van Pieter Noorwits en Bartholomeus van Bassen, alsmede op het eveneens onuitgevoerd gebleven project van Willem van der Helm voor de Waardkerk in Leiden (1663). Uiteindelijk werd voor grondige restauratie en gedeeltelijke herbouw onder zijn leiding van de oude kerk gekozen; deze zou in 1912 worden afgebroken.
In 1744-'46 bouwde hij de nieuwe toren voor de gotische Grote Kerk van Vlaardingen. Deze werd met een houten bovenbouw in de vorm van het voor de achttiende eeuw kenmerkende 'peperbusmodel' bekroond.
In 1750-'52 werd onder leiding van Dirk Dijckerhoff naar zijn ontwerp de in 1747 bij de Franse beschieting van Bergen op Zoom uitgebrande gotische St.Gertrudiskerk herbouwd. De nieuwe houten torenbekroning was van zijn hand. Een eerste bouwplan van Van Stolk had nog een achthoekige nieuwbouw getoond.
In 1750-'52 verrees, nadat de uit 1658 daterende eerste kerk bij de belegering van het stadje in brand was geschoten, naar ontwerp van Van Stolk de Hervormde Kerk in Sas van Gent. Het gebouw in de vorm van een Grieks kruis, dat met zijn schilddaken en koepeltorentje op de kruising aan de door Adriaan Dortsman ontworpen Oosterkerk (1669-1671) in Amsterdam herinnerde, zou in 1896 afbranden. In 1752 maakte hij een daarop sterk gelijkend, ditmaal onuitgevoerd gebleven ontwerp voor de Hervormde Kerk in het Brabantse Drimmelen.

## Werk voor het stadhouderlijk hof
Vanaf 1743 was Van Stolk werkzaam voor de Oranjes, aanvankelijk vrij onregelmatig, en beperkt tot de Nassause (met name Brabantse) Domeinen maar van 1753 tot zijn dood in een vaste aanstelling vrijwel uitsluitend, waarbij hij ook bij werkzaamheden aan de stadhouderlijke verblijven in en rond Den Haag (maar ook in Utrecht, Gelderland en Friesland) betrokken raakte.
Zo maakte Van Stolk in 1750 een uitbreidingsplan voor het buitenhuis Soestdijk; de uitvoering werd vermoedelijk door de dood van stadhouder Willem IV het jaar daarop verhinderd. Het bleef daarna bij enkele grootschalige reparaties onder zijn leiding.
Vervolgens maakte hij samen met Anthony Coulon een drietal bouwkundig rapporten over de staat van enkele stadhouderlijke paleizen op: in 1753 over Huis ter Nieuburch in Rijswijk, uitmondend in een advies tot sloop dan wel restauratie; in 1754 over Paleis Noordeinde, met een soortgelijk advies, resulterend in herstel en verbouwing van de zuidelijke vleugel door David en zijn zoon Jan, die hem de komende jaren vaker zou assisteren; in 1755 over Huis Honselaarsdijk, dat daarna eveneens werd opgeknapt.
In 1765 maakte hij een onuitgevoerd ontwerp voor de Delftsche Poort in Rotterdam, die uiteindelijk tussen 1765 en 1772 door stadhouderlijk architect Pieter de Swart zou worden gebouwd.